# 오세치

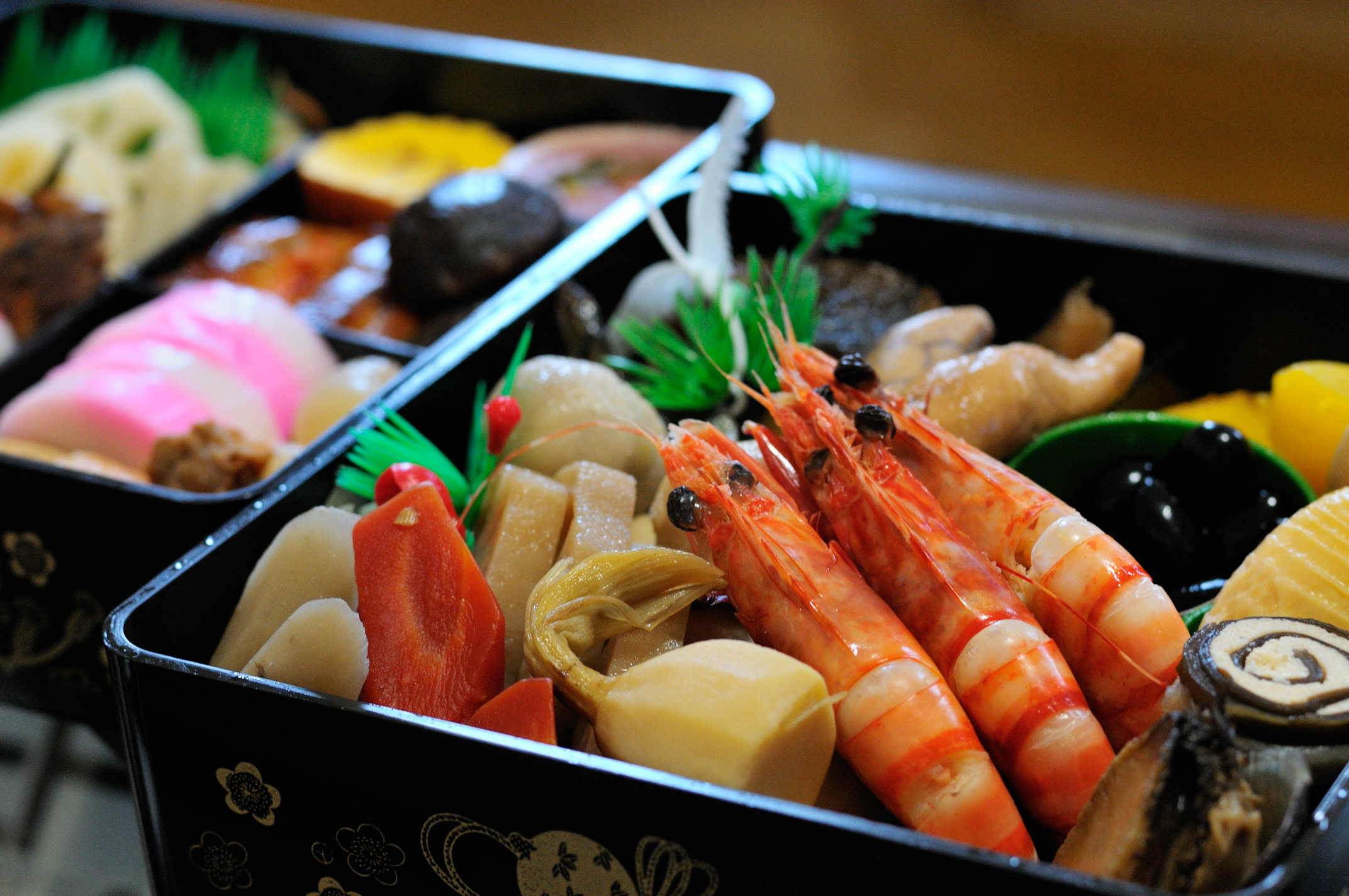
오세치

오세치(일본어: お節)는 일본에서 명절 때 먹는 조림 요리이다. 주로 우엉, 연근, 당근, 토란 등을 조린 것이다. 보통 도시락 같은 통에 담아 놓는다.

## 풍습
일본에서 설날그믐날 만들었다가 정월 초하루부터 사흘간 휴일 동안 먹는 음식으로 에도 말기부터 이런 풍습이 생겨났다. 본래 궁중에서 먹던 오세치쿠에서 유래한 것으로 1년 중 다섯 번있는 제사에 사용하던 음식이다. 이 다섯 제사는 1월 7일 진지쓰, 3월 3일 조우시, 5월 5일 단고(단오), 7월 7일 시치세키(칠월 칠석), 9월 9일 초우요우 다섯 날이다. 근래에는 집에서는 만드는 일이 드물고 백화점이나 유명 음식점에서 보통 예약을 받아 판매한다.응응..

## 특징
이 음식은 화려하지만 찬 음식이다. 불의 신 코우진을 노엽게 하지 않으려면 정월 초사흘 동안 부엌에서 불을 쓰면 안된다는 헤이안 시대의 풍습을 따른 것이다. 보통 3단 혹은 5단 찬합에 도시락처럼 담아서 내는 요리고 5미 5색이 말하듯 단만, 신맛, 매운맛, 쓴맛, 짯맛이 다 들어가고 녹, 적, 흑, 항, 백의 다섯 색이 드러난다. 재료는 다시마, 도미, 황밤, 등자나무, 청어, 콩, 말린 멸치 새끼, 토란, 청어알, 새우, 연근 등을 사용한다.
각 재료에는 무언가를 염원하는 의미가 담겨있다.

## 같이 보기
- 도소주